# Hansenius major
Hansenius major är en spindeldjursart som beskrevs av Beier 1947. Hansenius major ingår i släktet Hansenius och familjen tvåögonklokrypare. Inga underarter finns listade i Catalogue of Life.